# Chāvīz
Chāvīz (persiska: چاويز) är en ort i Iran.   Den ligger i provinsen Ilam, i den västra delen av landet, 500 km sydväst om huvudstaden Teheran. Chāvīz ligger 1 114 meter över havet och antalet invånare är 177.
Terrängen runt Chāvīz är huvudsakligen kuperad, men åt sydväst är den bergig. Chāvīz ligger nere i en dal. Runt Chāvīz är det glesbefolkat, med 15 invånare per kvadratkilometer. Närmaste större samhälle är Īlām, 13,0 km norr om Chāvīz. Omgivningarna runt Chāvīz är i huvudsak ett öppet busklandskap.